# Festival Internacional da Canção de Viña del Mar 2020
Viña 2020 é a 61ª edição do Festival Internacional da Canção de Viña del Mar, realizado entre 23 e 28 de fevereiro de 2020. Foi apresentado por María Luisa Godoy e Martín Cárcamo. É organizado pela Televisión Nacional de Chile, Canal 13 e Fox Channel.
A edição daquele ano se distingue das demais porque foi realizada, apesar do ambiente social e político tenso vivido no Chile desde outubro de 2019, de modo que o evento foi totalmente marcado pela explosão social chilena de 2019.

## Artistas

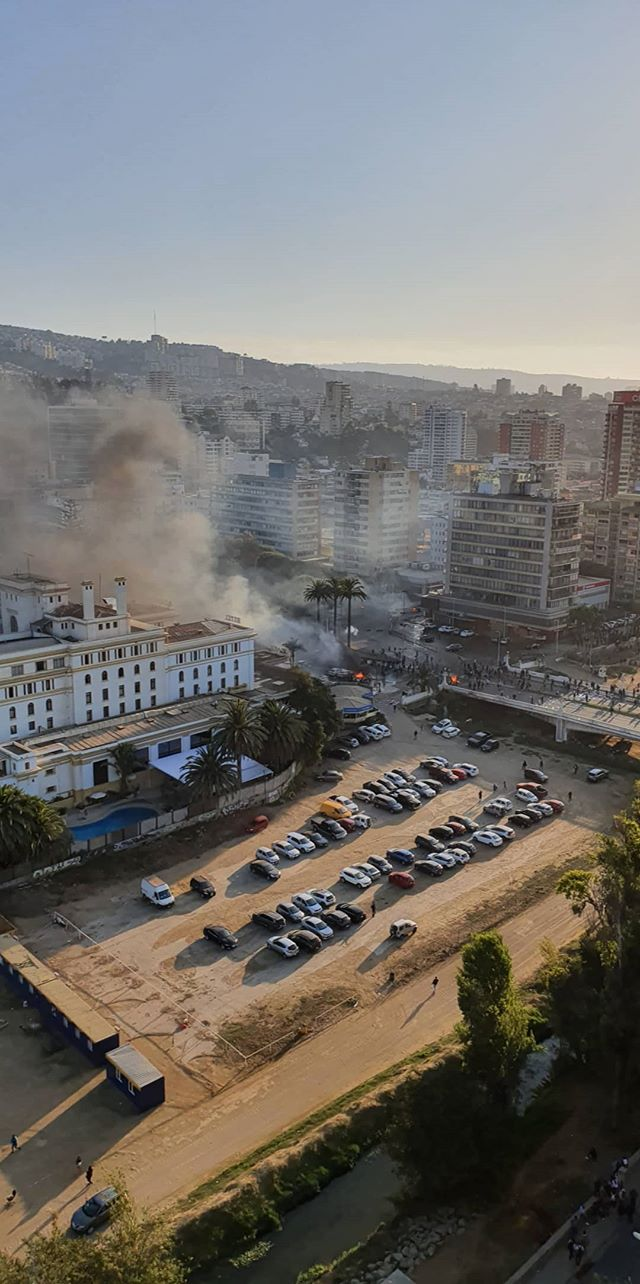
O emblemático Hotel O'Higgins em Viña del Mar foi atacado e incendiado por manifestantes poucas horas antes do início do festival.

### Cantores
- Ricky Martin.
- Pedro Capó.
- Mon Laferte.
- Francisca Valenzuela.
- Ana Gabriel.
- Pimpinela.
- Pablo Alborán.
- Luciano Pereyra.
- Maroon 5
- Alexandre Pires.
- Ozuna.
- Denise Rosenthal.
- Noche de Brujas.

### Comediantes
- Stefan Kramer.
- Javiera Contador.
- Ernesto Belloni.
- Fusión Humor.
- Paul Vásquez.
- Pedro Ruminot.

## Competências

### Competição internacional
- 1 º lugar:  Chile, Vicente Cifuentes «Chillán».
- 2 º lugar:  Equador, Johann Vera: «Perdón».
- 3 º lugar:  Argentina, Fran Vázquez: «Bailo con mi sombra».

### Competição folclórica
- 1 º lugar:  Argentina, Nahuel Pennisi: «Avanzar».
- 2 º lugar:  Chile, Soledad del Río: «Somos el Paraíso».
- 3 º lugar:  Colômbia, Paula Arenas: «Buena para nada»

## Controvérsias

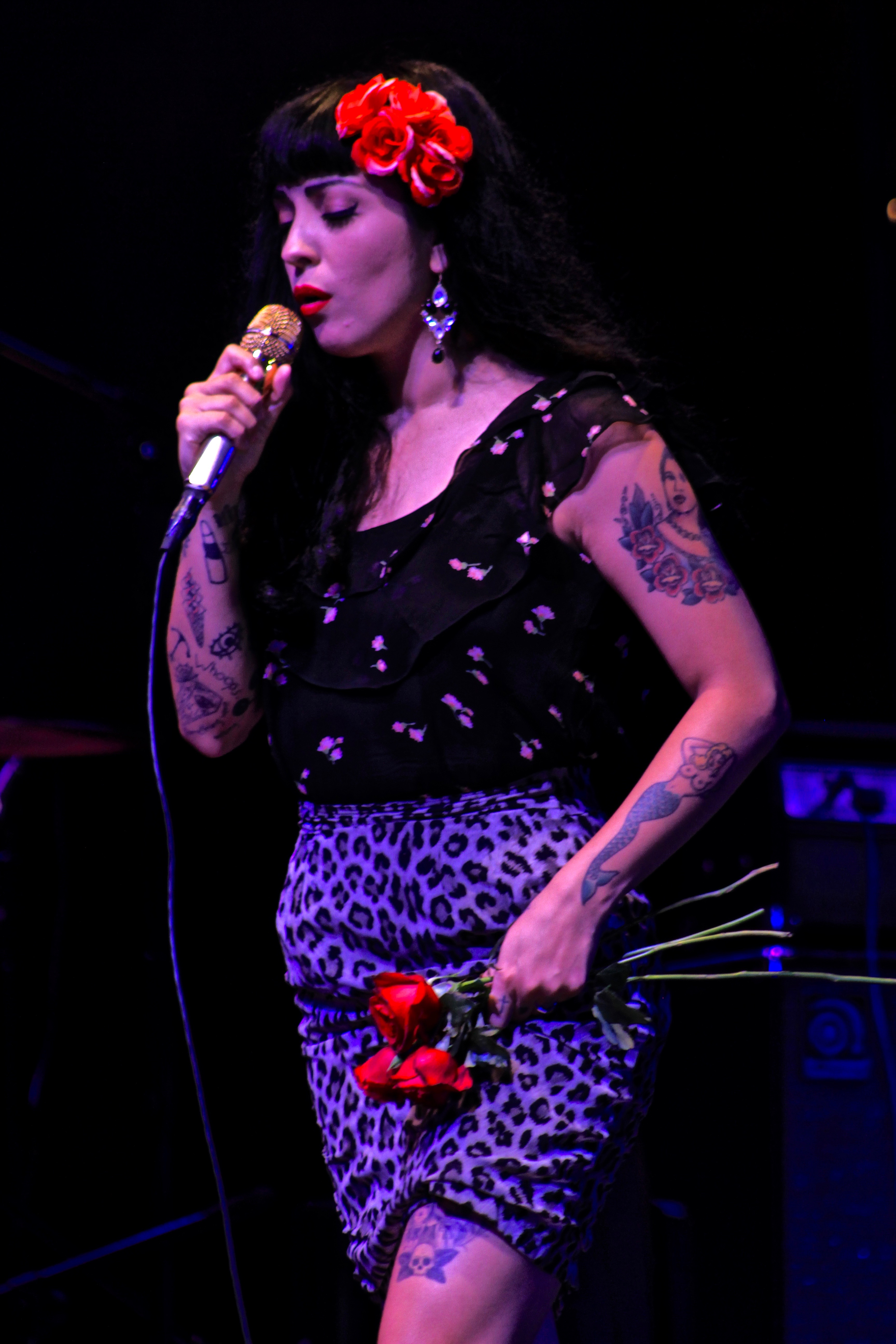
Mon Laferte, que foi um rosto forte nos protestos de 2019, fez declarações polêmicas.

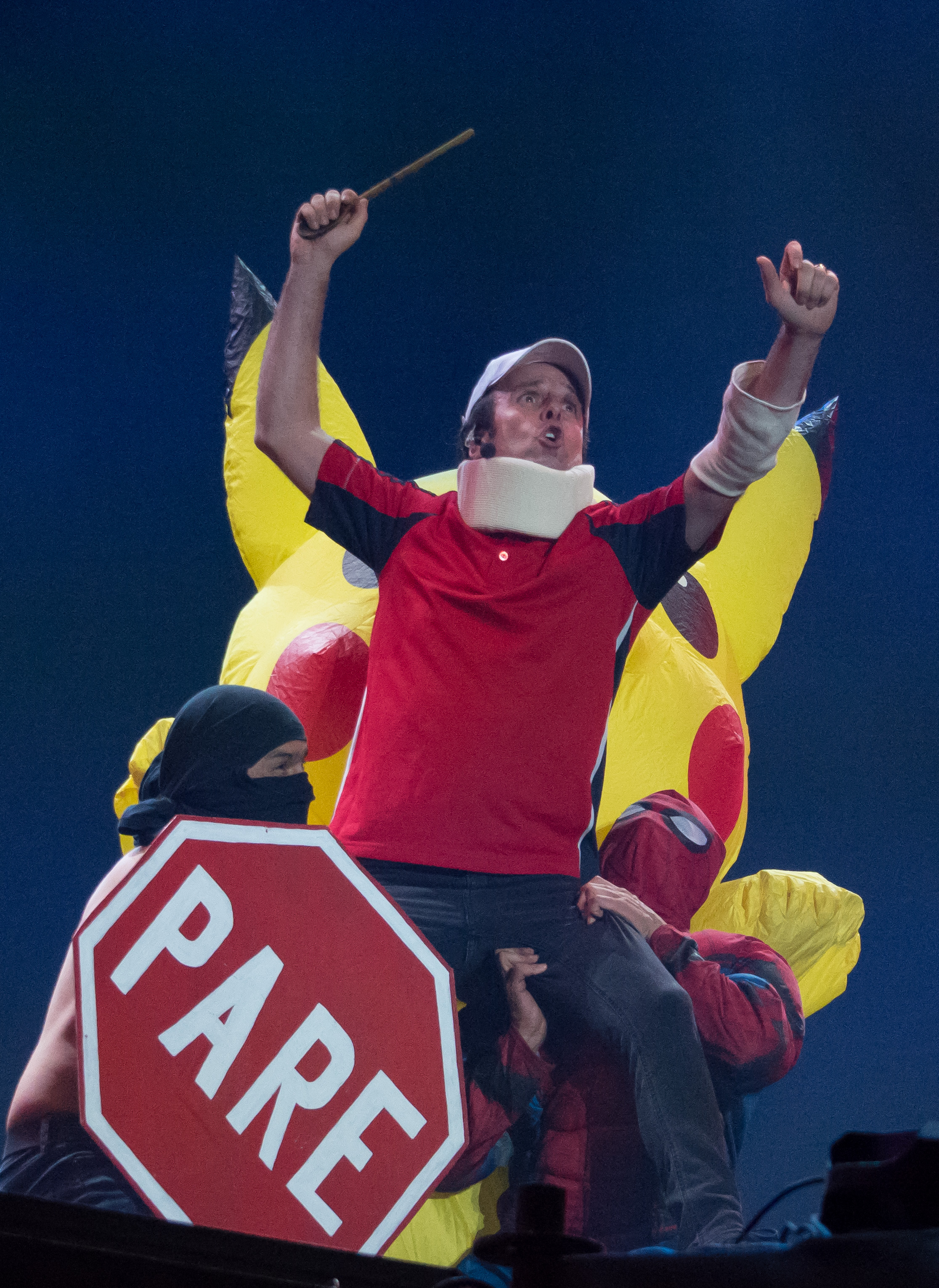
O comediante Stefan Kramer fez uma rotina com muitas piadas e brincadeiras direcionadas à classe política chilena.

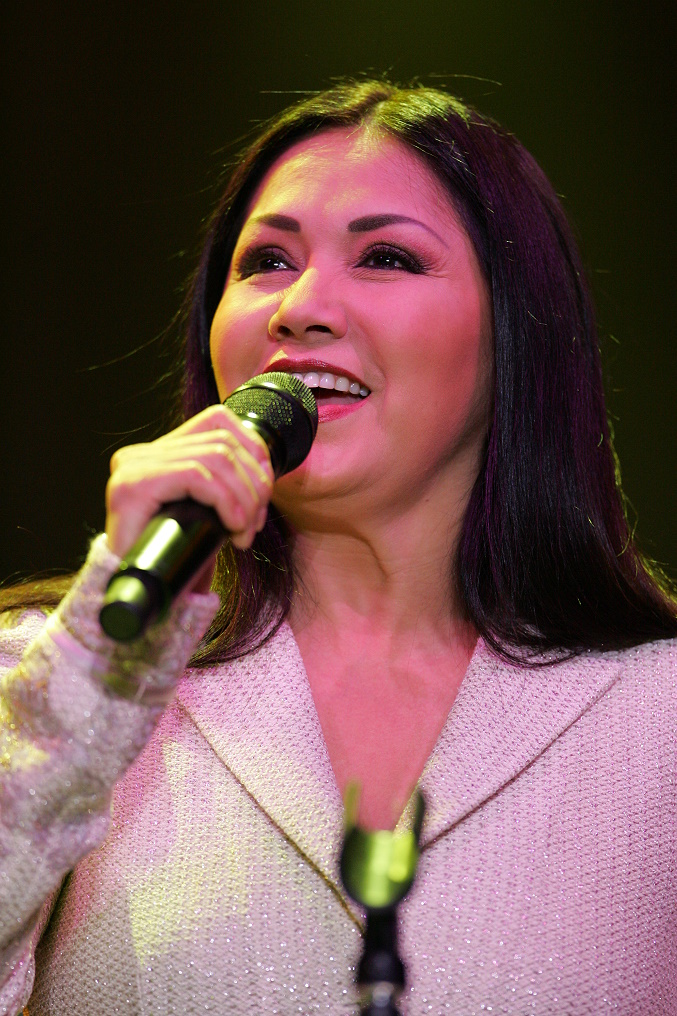
Ana Gabriel deu sua opinião sobre a grave situação no Chile, que teve respostas mistas do público.

### Humor político
Comediantes chilenos como o quarteto "Fusión Humor" ou o humorista e imitador Stefan Kramer fizeram rotinas cômicas rindo de situações polêmicas dentro do cenário político-social vivido no Chile na explosão social. Kramer, considerado um dos comediantes mais famosos do Chile, fez uma apresentação imitando o 'Primera Línea' (coletivo de manifestantes encapuzados, que confrontaram diretamente a polícia, cujo nome em português poderia ser traduzido como 'primeira linha' ou 'linha de frente'), confrontou diretamente a polícia nos protestos.
A organização do festival foi acusada de censura de rotinas humorísticas que zombavam de políticos e do governo do Chile, principalmente do presidente Sebastián Piñera.

### Declarações do cantores
A popular cantora e compositora mexicana Ana Gabriel e a cantora chilena Mon Laferte fizeram declarações políticas durante suas apresentações. A cantora chilena criticou as ações de Carabineiros: a polícia chilena, e as ações do governo de Sebastián Piñera. Ela também disse: "É difícil ficar calada quando você sabe o que é passar fome" (em referência aos problemas econômicos da classe mais pobre), entre uma série de pensamentos e ideias que ela expressou ao público ouvindo suas músicas. Além disso, realizou uma coreografia com um grupo de mulheres, apelando às demandas do movimento feminista, como o fim do comportamento machista, o aborto livre, etc.  A apresentação da cantora chilena recebeu 38 denúncias perante o Consejo Nacional de Televisión, órgão público chileno encarregado de controlar o funcionamento dos serviços de televisão, isto por "proselitismo político", "insultar Carabineiros do Chile", "frases vulgares na televisão", entre outras reclamações.
Por sua vez, a cantora mexicana reconheceu que não estava interessada em política, mas lamentava que as pessoas fossem prejudicadas, comparando a situação no Chile com países como Nicarágua, México ou Venezuela, declarações que dividiram opiniões, já que partidários da esquerda (do braço principal da explosão social), criticaram negativamente suas palavras, ao citar países com regimes de esquerda; simpatizantes de direita defenderam suas declarações, pois consideraram a situação no Chile uma verdadeira tragédia; enquanto outras pessoas eram indiferentes ou não conseguiam entender o que ela queria dizer. 

### Apresentação de Maroon 5
A apresentação da banda começou com 29 minutos de atraso, e foi descrita como "medíocre" por veículos da imprensa, dentro e fora do Chile. A BBC disse que Adam Levine se apresentou "sem entusiasmo e desafinado", além de o desapontamento dos fãs aumentou quando um vídeo, vazado após a apresentação, mostra o cantor irritado e dizendo que "eles foram enganados", que aquele era um concerto para a televisão e que Viña del Mar era uma "cidade de merda". Isso gerou uma onda de rejeição por parte do público, devido ao desrespeito por parte do líder da banda. Posteriormente, Levine se desculpou pelo incidente no Instagram.  A performance da banda no evento foi marcada por dificuldades técnicas.